# Tarnówczyn
Tarnówczyn (prononciation : [tarˈnuft͡ʂɨn], en allemand : Tarnowker Busch) est un  village polonais de la gmina de Krajenka dans le powiat de Złotów de la voïvodie de Grande-Pologne dans le centre-ouest de la Pologne.
Il se situe à environ 3 kilomètres à l'ouest de Krajenka (siège de la gmina), 8 kilomètres au sud-ouest de Złotów (siège du powiat), et à 102 kilomètres au nord de Poznań (capitale de la Grande-Pologne).

## Histoire
De 1975 à 1998, le village faisait partie du territoire de la voïvodie de Piła.

Depuis 1999, Tarnówczyn est situé dans la voïvodie de Grande-Pologne.
Le village possède une population de 50 habitants en 2006.